# Рыбные ряды
Рыбные ряды — памятник архитектуры. Расположен в Кронштадте, современный адрес дома — Макаровская улица, 4И, набережная Итальянского пруда.
Здание для торговли было построено в 1827—1828 годах на месте сгоревших в 1827 году деревянных лавок. Дом двухэтажный, кирпичный, с трёх сторон его окружает открытая галерея (со стороны канала находились складские помещения, рядом с которыми были колодцы-бассейны с чугунными крышками для хранения живой рыбы). Дорические колонны галерей квадратные в плане. Торцы здания обращены к Купеческой гавани и к Итальянскому пруду, здание стоит параллельно входному каналу из Купеческой гавани. Торцы украшены портиками, по центру декорированными лепными рогами изобилия. Двери и окна лавок выходили в галереи. Кроме рыбы, в здании торговали снастями.
В конце 1970-х годов здание прошло реставрацию по проекту М. И. Болотникова.
В здании расположен военный склад.